# 鄭李嘉
鄭李嘉，為中國清朝武官官員，本籍廣東。行伍出身的鄭李嘉於1748年（乾隆13年）奉旨接替楊瑞，於台灣地區擔任澎湖水師協副將。而隸屬台灣鎮之下的此官職職等為正二品，是台灣清治時期的這階段，扼守台灣海峽的重要武將，並統帥兩標水營，數千名水師兵勇。
| 前任： 楊瑞 | 澎湖水師協副將 1748年上任 | 繼任： 邱有章 |